# Playa de La Chucha
La playa de La Chucha está situada en el municipio español de Motril, en la provincia de Granada, comunidad autónoma de Andalucía. Posee una longitud de alrededor de 996 metros y un ancho promedio de 40 metros.
Dada su proximidad a los acantilados del Cabo Sacratif, es apreciada por surfistas y practicantes de otras modalidades acuáticas por el tipo de oleaje que presenta, óptimo para la práctica de este tipo de deportes. Asimismo, cuenta con el distintivo de playa cardiosaludable y año tras año suele mostrar la bandera con la Q de Calidad Turística, como distinción de la excelencia turística. Es una playa relativamente tranquila, poco edificada salvo por pequeñas urbanizaciones en las inmediaciones.